# Sangaris
Sangaris is een kevergeslacht uit de familie van de boktorren (Cerambycidae). De wetenschappelijke naam van het geslacht werd voor het eerst geldig gepubliceerd in 1823 door Dalman.

## Soorten
Sangaris omvat de volgende soorten:
- Sangaris albida Monné, 1993
- Sangaris cancellata (Bates, 1881)
- Sangaris concinna Dalman, 1823
- Sangaris condei Melzer, 1931
- Sangaris duplex (Bates, 1881)
- Sangaris geometrica (Bates, 1872)
- Sangaris giesberti Hovore, 1998
- Sangaris inornata Monné, 1993
- Sangaris invida Melzer, 1932
- Sangaris laeta (Bates, 1881)
- Sangaris lezamai Hovore, 1998
- Sangaris luctuosa (Pascoe, 1859)
- Sangaris luteonotata Monné M. A. & Monné M. L., 2009
- Sangaris multimaculata Hovore, 1998
- Sangaris obtusicarinata (Zajciw, 1962)
- Sangaris octomaculata Aurivillius, 1902
- Sangaris optata (Pascoe, 1866)
- Sangaris ordinale Monné M. A. & Monné M. L., 2009
- Sangaris penrosei Hovore, 1998
- Sangaris petrovi Schmid, 2010
- Sangaris polystigma (Bates, 1881)
- Sangaris seabrai Zajciw, 1962
- Sangaris sexmaculata Monné, 1993
- Sangaris spilota Martins & Galileo, 2009
- Sangaris trifasciata Melzer, 1928
- Sangaris viridipennis Melzer, 1931
- Sangaris zikani Melzer, 1931